# Качур, Василий Михайлович
Василий Михайлович Качур (4 августа 1974) — украинский футболист, защитник и полузащитник.

## Биография
Воспитанник киевской футбольной школы «Трудовые Резервы». Начал выступать на взрослом уровне в первом сезоне после распада СССР в составе могилёвского «Торпедо», в его составе за два сезона сыграл 13 матчей и забил один гол в высшей лиге Белоруссии. Автором гола стал в первом туре сезона 1992/93, 1 августа 1992 года в матче с «Обувщиком» (3:0).
В 1993 году вернулся на Украину и несколько лет выступал в низших дивизионах за клубы «Галичина» (Брошнев), «Медик» (Моршин), «Химик»/ФК «Калуш», «Борисфен» (Борисполь). В составе «Борисфена» в сезоне 1999/00 стал победителем зонального турнира второй лиги и обладателем Кубка второй лиги. Затем со своим клубом три сезона выступал в первой лиге, где в сезоне 2002/03 стал серебряным призёром. Дебютный матч в высшей лиге Украины сыграл 12 июля 2003 года против «Днепра». Всего сыграл 4 матча в высшей лиге, и уже в конце июля 2003 года покинул команду.
С лета 2003 года до конца профессиональной карьеры играл в первой лиге за «Спартак» (Ивано-Франковск) и «Энергетик» (Бурштын).
После окончания профессиональной карьеры играл за любительский клуб «Карпаты» (Брошнев-Осада) и там же работал тренером. В 2017 году признан лучшим тренером первой лиги чемпионата Ивано-Франковской области.